# Rubus surrectus
Rubus surrectus är en rosväxtart som beskrevs av K. Meijer. Rubus surrectus ingår i släktet rubusar, och familjen rosväxter. Inga underarter finns listade i Catalogue of Life.